# Алескеров, Агаселим Керим оглы
Агаселим Керим оглы Алескеров (22 мая 1928, Баку, Азербайджанская ССР, СССР — 31 марта 2015, Баку, Азербайджан) — советский и азербайджанский учёный-экономист, директор Института экономики Национальной академии наук Азербайджана (1989—1998), член-корреспондент НАНА.

## Биография
В 1950 г. окончил Азербайджанский государственный институт народного хозяйства, до 1953 г. работал на различных должностях в плановой комиссии исполнительного комитета Бакинского совета депутатов. В 1953 г. был направлен в специальную школу по подготовке преподавателей курсов «политической экономии», «философии» и «истории» в Московском государственном университете им. М. В. Ломоносова. В 1954—1955 гг. — преподаватель на кафедре политической экономии Азербайджанского промышленного института имени М. Азизбекова, одновременно работал в исполкоме Бакинского совета депутатов.
- 1974—1978 гг. — проректор по научной работе Азербайджанского института народного хозяйства им. Д. Буниятзаде,
- 1978—1981 гг. — заведующий отделом Института экономики Академии наук Азербайджанской ССР,
- 1981—1989 гг. — заместитель директора,
- 1989—1999 гг. — директор Института экономики Академии наук Азербайджана.

С 1993 г. — проректор по научной работе Бакинского университета бизнеса.
Автор более 20 научных работ, в том числе, 20 монографий, которые были опубликованы в России, США, Англии, Германии, Словакии, Иране, Турции и других странах. Под его руководством были подготовлены 78 кандидатов и докторов наук.
В 2015 году награждён золотым нагрудным значком Московского государственного университета за заслуги в науке.